# Sergey Malchenko
Sergey Malchenko (né le 2 novembre 1963) est un athlète russe spécialiste du saut en hauteur.
Concourant pour l'URSS dès le début des années 1980, Sergey Malchenko monte sur la deuxième marche du podium des Championnats d'Europe 1986, derrière son compatriote Igor Paklin, avec un saut à 2,31 m. Il remporte par ailleurs en 1990 la Finale du Grand Prix d'Athènes avec 2,34 m.
Ses records personnels, établis lors de la saison 1988, sont de 2,38 m en plein air à Banská Bystrica et 2,36 m en salle à Moscou.

## Palmarès
| Date | Compétition           | Lieu      | Résultat | Performance |
| ---- | --------------------- | --------- | -------- | ----------- |
| 1986 | Championnats d'Europe | Stuttgart | 2e       | 2,31 m      |
| 1990 | Finale du Grand Prix  | Athènes   | 1er      | 2,34 m      |